# Cane Naga

Territori del popolo Naga

Il cane Naga è una rara razza canina indiana non riconosciuta dalla FCI; originario della catena montuosa Naga Hills dell'Alto Assam.

## Storia
La razza molto rara che si trova esclusivamente nella catena montuosa Naga Hills dell'Alto Assam.
La razza prende il nome dal popolo Naga, chiamati in lingua birmana "Naga" o "Naka", che significa "persone con le orecchie forate".
Si ritiene che la razza abbia una qualche distante relazione con il Cane Han, probabile capostipite  delle razze: Shar Pei, Chow chow cinese a pelo corto e il meno noto cane cinese Chongqing.

### Naga e consumo di carne di cane
Per il popolo Angami Naga, il consumo di carne di cane è considerato di buon auspicio su una particolare genna (una pratica socio-religiosa) poiché credevano di estrarre valore medico dalla carne di cane. Ciò mostra che la carne di cane era un cibo comune per le tribù Naga del passato; pur con motivazioni diverse tra le 14 etnie diverse del Nagaland.
Quando i cani allevati per la caccia muoiono, i proprietari spesso li passano ad altri per il loro consumo poiché nutrono un attaccamento emotivo ai cani. Una nozione simile è sostenuta tra i Sema Naga poiché venerano i cani da caccia rispetto ai cani normali. La carne di cane e ciò che questa rappresenta per i popoli Naga, li aiuta a mantenere e sostenere la loro identità culturale; da ciò la loro ritrosia ad abbandonare il consumo di questa carne.
Nel 2020 il governo indiano ha esteso ai popoli Naga il divieto di mangiare carne canina; stimando così di risparmiare circa 30.000 cani dalla macellazione.

## Caratteristiche

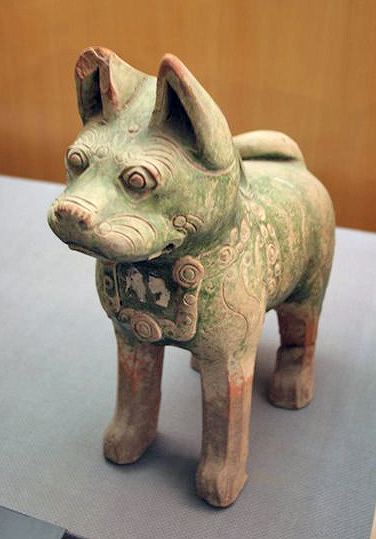
Un cane in ceramica della dinastia Han

Ha orecchie dritte, un collo leonino, una coda folta portata a falce e una folta pelliccia. È molto simile al Chow Chow, con la differenza che non ha la lingua blu ed anche la colorazione è diversa, in quanto il cane Naga è esclusivamente bianco, anche se spesso ha le orecchie color limone. Alcuni filmati su YouTube mostrano cani con colorazioni diverse, cosa che rende incerta, in mancanza di uno standard di razza ufficiale, la descrizione morfologica della razza.
Il lungo e setoso mantello di pelliccia viene utilizzato come filo per tessere simboli tribali. Il pelo non viene tagliato ma strappato, e durante il processo il cane viene fissato, messo la museruola e intorpidito con una droga. Dopo aver strappato i peli, il conduttore del cane strofina le erbe essiccate sulla pelle nuda, che lenisce la pelle irritata nel processo.